# Paradise Island (Bahamas)
Paradise Island è un'isola delle Bahamas precedentemente nota come Hog Island. L'isola, con un'area di 2,8 km, si trova appena al largo della costa della città di Nassau è conosciuta per l'Atlantis Paradise Island con i suoi parchi acquatici, piscine, spiaggia, ristoranti, acquario e casinò.
Paradise Island è collegata all'isola di New Providence da due ponti che attraversano il porto di Nassau. Il primo è stato costruito nel 1966 da Resorts International e il secondo alla fine degli anni '90.